# Venera 6
Venera 6 (en russe : Венера-6) (désignation du fabricant : 2V (V-69)) est une sonde spatiale soviétique, faisant partie du programme Venera, lancée par une fusée Spoutnik Tyazheliy (69-002C) le 10 janvier 1969 vers Vénus pour obtenir des données atmosphériques. Elle avait une masse à vide de 1 130 kg.

## Déroulement de la mission et résultats
La sonde était très similaire à Venera 4 mais en étant d'une conception plus robuste. Le 17 mai 1969, à l'approche de l'atmosphère de la planète, une capsule de 405 kg contenant des instruments scientifiques a été larguée par la sonde principale. La descente a été freinée par un parachute de 2,8 m d'envergure pendant 5 minutes tandis que la capsule y était suspendue, des données concernant l'atmosphère ont été transmises, pour s'arrêter à une altitude entre 10 et 12 km d'après le radioaltimètre embarqué,. En comparant les mesures transmises par Venera 6 à celles de Venera 5, les Soviétiques ont conclu que Venera 6 était au-dessus d'une zone de hautes montagnes. Elle a atterri à 5° S 23° E, sur le côté nuit. En plus des instruments scientifiques, elle avait emmené un médaillon avec le blason de l'Union des Républiques socialistes soviétiques et un bas-relief de Lénine.
Les atterrisseurs de Venera 4, de Venera 5 et de Venera 6 ont donné des mesures permettant de connaître la composition chimique de l'atmosphère de la planète. Sachant qu'elle était très dense, les parachutes avaient été réduits pour que la capsule atteigne le sol plus rapidement avant qu'elle n'arrête de fonctionner (comme l'avait fait Venera 4).